# Barbarica (album)
Barbarica è il terzo album in studio del gruppo musicale italiano Museo Rosenbach pubblicato nell'aprile 2013 dalla Immaginifica.

## Descrizione
Il titolo del nuovo lavoro del Museo Rosenbach evoca scenari drammatici, dominati da un'istintiva violenza che fa regredire qualunque civiltà al primitivo stato di barbarie. Attraverso questo disco, il gruppo racconta un mondo disorientato, incapace di crescere in armonia con la natura, lacerato dal demone della guerra.
Nel brano d'apertura Il respiro del pianeta, gli uomini, consapevoli dei danni ambientali che hanno provocato, cercano nella Natura segnali che facciano sperare nella sopravvivenza del pianeta. E la Terra risponde con la vitalità e l'amore di una grande madre. Tuttavia, l'esistenza è ancora piena di incertezze, moralmente inquinata dal fanatismo, dall'odio tra i popoli che lottano fra loro e si disperdono in una continua fuga dal dolore.
Le quattro canzoni che completano l'album dipingono un affresco che esprime, con un suono ruvido, questa insana tentazione barbarica di risolvere i problemi del villaggio globale, con la distruzione dell'avversario.

## Tracce
1. Il respiro del pianeta – 13:48
2. La coda del diavolo – 6:35
3. Abbandonati – 6:24
4. Fiore di vendetta – 6:43
5. Il re del circo – 7:11

## Formazione
- Stefano Galifi – voce
- Sandro Libra – chitarra elettrica
- Max Borelli – chitarra elettrica, cori
- Alberto Moreno – tastiera
- Fabio Meggetto – tastiere
- Andy Senis – basso, cori
- Giancarlo Golzi – batteria